# Habibullah Khan
Habibullah Khan (3. juni 1872 – 20. februar 1919) var emir af Afghanistan fra sin far, Abdur Rahman Khans død i 1901 til han selv blev myrdet under en jagt i 1919. 

## Biografi
Habibullah var en forholdsvis reformvenlig regent og forsøgte at modernisere landet og bringe vestlig teknologi til Afghanistan. I 1904 oprettede han Habibya College, der omfattede landets første offentlige bibliotek. Blandt de andre nyskabelser der blev indført i Habibullahs regeringstid var det første statslige hospital (1913), et militærakademi (1904-06), vandtilførsel til Kabul, en telefonlinje mellem Kabul og Jalalabad (1908) samt en ugentlig avis.
Efter et besøg i Indien i 1907, blev Habibullah blot bekræftet i sin tro på vestlig teknologi, men de reformer han indførte rakte sjældent længere end til Kabuls bygrænse.
Han valgte at holde landet neutralt under 1. verdenskrig på trods af krav fra sultanen af Tyrkiet om deltagelse i hellig krig.